# Ucides
Ucides – rodzaj krabów morsko-lądowych z rodziny Ocypodidae. Jedyny z monotypowej podrodziny Ucidinae, klasyfikowanej do niedawna jako rodzina Ucididae.
Kraby te mają bardzo gruby, sercowaty w zarysie karapaks, wyraźnie podzielony na regiony głęboki bruzdami i z silnie wypukłymi krawędziami przednio-bocznymi. Region frontalny jest szeroki, a łączna długość krawędzi frontalnej i orbitalnych wynosi ½ do ⅔ największej szerokości karapaksu. Słupki na których osadzone są oczy są dość krótkie jak na rodzinę. W wewnętrznym kącie dna dołków ocznych znajduje się guzek. Szczękonóża trzeciej pary nie zakrywają całkowicie jamy przedgębowej, wewnętrzne powierzchnie ich wydłużonych ischiopoditów i meropoditów mają frędzle długich szczecinek, a ich egzopodity są wyposażone w biczyki i w większości schowane za endopoditami. U samców pierwsza para pereiopodów wyposażona jest nierównej wielkości szczypce, a jej meropodity, karpopodity i propodity zaopatrzone są w silne kolce. Na brzusznej stronie meropoditów, propoditów i daktylopoditów odnóży krocznych znajdują się gęsto ułożone, długie szczecinki. Pleon (odwłok) ma u samców piąty i szósty segment zlane ze sobą.
Skorupiaki te zasiedlają atlantyckie i wschodniopacyficzne wybrzeża Ameryki.
Należą tu 2 gatunki:
- Ucides cordatus Linnaeus, 1763
- Ucides occidentalis Ortmann, 1897